# Украсна рифова змия
Украсна рифова змия (Hydrophis ornatus), наричана също украсна перкоопашата змия, е вид змия от семейство Аспидови (Elapidae). Видът не е застрашен от изчезване.

## Разпространение и местообитание
Разпространен е в Бангладеш, Бахрейн, Виетнам, Индия (Андамански и Никобарски острови), Индонезия, Ирак, Иран, Камбоджа, Катар, Китай, Кувейт, Малайзия, Мианмар, Нова Каледония, Обединени арабски емирства, Оман, Пакистан, Палау, Папуа Нова Гвинея, Провинции в КНР, Саудитска Арабия, Сингапур, Тайван, Тайланд, Филипини, Хонконг, Шри Ланка и Япония.
Обитава крайбрежията и пясъчните дъна на океани, морета, заливи и рифове. Среща се на дълбочина от 7,5 до 75,4 m, при температура на водата от 24,8 до 25 °C и соленост 35,4 ‰.